# Martin, ne…?!
Martin, ne…?! ist ein Musik-/Comedy-Album des deutschen Komikers und Schauspielers Diether Krebs. Es erschien im Jahr 1992. Das Lied Ich bin der Martin, ne…?! (gesungen mit Gundula Ulbrich) erreichte in Deutschland Platz drei der Charts, das Lied Santamarghuaritanobiledimontepulciano – Du kleines Fischerdorf erreichte Platz 23.

## Geschichte
Nachdem das Lied Ich bin der Martin, ne…?! die am zweithäufigsten verkaufte deutschsprachige Single des Jahres 1991 wurde, erschien im Januar 1992 das zugehörige Album. Auf der von Krebs mit Hanno Bruhn und Ralf Pisch produzierten Platte spielte Micky Wolf die Gitarre. Dazu sind exotischere Instrumente zu hören, so spielte Jo Ment das Bandoneon bei Tango Infernal. Bei einigen Titeln fungierte das Hamsen Duo als Begleitband. Die Musik stammte außer von Krebs von Hanno Bruhn.
Zwischen den Liedern äußerte Krebs immer wieder „Gedanken“ seiner Figur Martin, der mit seinem charakteristischen Äußeren mit braunem Rentierpulli und Korksandalen Anfang der 1990er auch im Mittelpunkt vieler Fernsehsendungen stand, und der sich oft mit „Ich bin der Martin, ne…?!“ vorstellte. Die Single Santamarghuaritanobiledimontepulciano – Du kleines Fischerdorf, bereits 1991 erschienen, war ebenfalls auf dem Album enthalten.

## Titelliste
1. Schwarz wie Lakritz – 4:05
2. Martins Gedanken I – 0:18
3. Ich bin der Martin, ne…?! – 3:58
4. Martins Gedanken II – 0:10
5. Modern Martin – 4:20
6. Martins Gedanken III – 0:09
7. Martins Frauentrauersong – 2:56
8. Martins Gedanken IV – 0:07
9. Tango Infernal (Martin, mein kleiner Pfifferling) – 3:36
10. Martins Gedanken V – 0:25
11. Martins Geburtstagslied – 0:49
12. Papi komm wieder hoch – 4:14
13. Martins Gedanken VI – 0:23
14. Santamarghuaritanobiledimontepulciano – Du kleines Fischerdorf – 3:55
15. Martins Gedanken VII – 0:29
16. Martins Reim – 3:55
17. Martins Gedanken VIII – 0:28
18. Martins Hochzeitsmarsch – 3:42
19. Martins Gedanken IX – 0:05
20. Martins Rap – 3:35
21. Martins Gedanken X – 0:09
22. Martin geht – 0:26
23. Martins ganz einsame Weihnachten – 4:38 (CD-Bonus)